# Sergei Alexandrowitsch Balandin
Sergei Alexandrowitsch Balandin (russisch Сергей Александрович Баландин; * 11. Juli 1982 in Murmansk) ist ein russischer Biathlet.
Sergei Balandin gab sein internationales Debüt bei den Junioren-Weltmeisterschaften 2002 in Kontiolahti, wo sein bestes Ergebnis Platz 12 im Sprint war. Ein Jahr später waren seine besten Ergebnisse in Forni Avoltri 19. Plätze in Einzel und Verfolgung. Erfolgreicher war Balandin zunächst im Sommerbiathlon. Hier gewann er bei den Weltmeisterschaften 2004 in Osrblie Silbermedaillen in der Verfolgung und mit der Staffel. Der erste große Erfolg im Biathlon wurde der Gewinn der Goldmedaille mit der Staffel um Pawel Rostowzew, Dmitri Jaroschenko und Alexei Boltenko bei der Europameisterschaft in Nowosibirsk. Zudem belegte er den fünften Platz im Sprint und wurde Siebter in Verfolgung und Einzel.
Zur Saison 2005/06 debütierte Balandin im Biathlon-Europacup. Bei seinem ersten Rennen, einem Einzel in Obertilliach, erreichte er als Siebter sofort eine Platzierung unter den Top Ten. 2006 startete er in Ufa wieder bei den Weltmeisterschaften im Sommer-Biathlon und gewann im Sprint, der Verfolgung und mit der Mixed-Staffel die Titel in den Crosslauf-Wettbewerben. Bei den Biathlon-Europameisterschaften 2007 in Bansko war Rang 12 Einzel beste Platzierung. Sein bestes Ergebnis auf europäischer Ebene erreichte der Russe 2008 bei den Europameisterschaften in Nové Město, als er im Einzel hinter Tomasz Sikora und Michal Šlesingr die Bronzemedaille gewann. Mit der Staffel Russlands gewann er 2005 und 2008 die Goldmedaillen.
Am Ende der Saison 2008/2009 wurde Balandin in Chanty-Mansijsk erstmals im Biathlon-Weltcup eingesetzt. Im Sprint wurde er 54., im anschließenden Verfolgungsrennen belegte Sergei Balandin Rang 30 und kam erstmals in die Punkteränge. Die Saison beendete er auf dem 94. Platz in der Weltcup-Gesamtwertung. Nachdem er einige Zeit keine Erfolge auf höchstem Niveau mehr erreichen konnte, gewann Balandin bei den Sommerbiathlon-Europameisterschaften 2011 in Martell alle drei möglichen Titel in Sprint, Verfolgung und mit Olga Prokopjewa, Natalja Solowjowa und Alexander Katschanowski als Schlussläufer in der Mixed-Staffel.

## Biathlon-Weltcup-Platzierungen
Die Tabelle zeigt alle Platzierungen (je nach Austragungsjahr einschließlich Olympische Spiele und Weltmeisterschaften).
- 1.–3. Platz: Anzahl der Podiumsplatzierungen
- Top 10: Anzahl der Platzierungen unter den ersten zehn (einschließlich Podium)
- Punkteränge: Anzahl der Platzierungen innerhalb der Punkteränge (einschließlich Podium und Top 10)
- Starts: Anzahl gelaufener Rennen in der jeweiligen Disziplin

| Platzierung                      | Einzel | Sprint | Verfolgung | Massenstart | Staffel | Gesamt |
| -------------------------------- | ------ | ------ | ---------- | ----------- | ------- | ------ |
| 1. Platz                         |        |        |            |             |         |        |
| 2. Platz                         |        |        |            |             |         |        |
| 3. Platz                         |        |        |            |             |         |        |
| Top 10                           |        |        |            |             |         |        |
| Punkteränge                      |        |        | 1          |             |         | 1      |
| Starts                           |        | 1      | 1          |             |         | 2      |
| Stand: nach der Saison 2009/2010 |        |        |            |             |         |        |